# Ischnocnemis minor
Ischnocnemis minor là một loài bọ cánh cứng trong họ Cerambycidae.